# Handball-Gauliga Köln-Aachen
Die Handball-Gauliga Köln-Aachen war eine der obersten deutschen Feldhandball-Ligen in der Zeit des Nationalsozialismus. Sie bestand von 1941 bis 1944.

## Tabellen

### 1941/42
| Pl. | Verein               | Sp. | Tore  | Punkte |
| --- | -------------------- | --- | ----- | ------ |
| 1.  | FC Teutonia Weiden   | 12  | 96:57 | 22–2   |
| 2.  | VfB 08 Aachen        | 14  | 93:65 | 18–10  |
| 3.  | SV Streiffeld        | 12  | 72:43 | 16–8   |
| ?   | Aachener TG          | ?   | ?     | ?      |
| ?   | Post SV Aachen       | ?   | ?     | ?      |
| ?   | Reichsbahn SG Jülich | ?   | ?     | ?      |
| ?   | TV Burtscheid        | ?   | ?     | ?      |
| 9.  | TB Aachen            | 10  | ?     | 4–16   |

| Pl. | Verein          | Sp. | Tore | Punkte |
| --- | --------------- | --- | ---- | ------ |
| 1.  | TK Köln-Nippes  | ?   | ?    | ?      |
| ?   | Mülheimer SV 06 | ?   | ?    | ?      |
| ?   | HSV Bocklemünd  | ?   | ?    | ?      |
| ?   | Polizei SV Köln | ?   | ?    | ?      |
| ?   | TV Jahn Wahn    | ?   | ?    | ?      |
| ?   | VfL Köln 1899   | ?   | ?    | ?      |
| ?   | BSG Ford        | ?   | ?    | ?      |
| ?   | SSV Vingst 05   | ?   | ?    | ?      |
| ?   | SG OrPo Köln    | ?   | ?    | ?      |

Zurzeit sind nur die Plätze 1–3 und 9 der Staffel Aachen und der Sieger der Staffel Köln bekannt sowie die weiteren teilnehmenden Mannschaften.
Finale
|                                           | Gesamt |                                        | Hinspiel | Rückspiel |
| ----------------------------------------- | ------ | -------------------------------------- | -------- | --------- |
| FC Teutonia Weiden (Staffelsieger Aachen) | 11:18  | TK Köln-Nippes 03 (Staffelsieger Köln) | 7:8      | 4:10      |

### 1942/43
| Pl. | Verein               | Sp. | Tore  | Punkte |
| --- | -------------------- | --- | ----- | ------ |
| 1.  | TV Burtscheid        | 12  | 53:32 | 18–6   |
| 2.  | Post SG Aachen       | 12  | 48:30 | 17–7   |
| 3.  | Reichsbahn SG Jülich | 12  | 59:47 | 17–7   |
| 4.  | SV Streiffeld        | 11  | 53:43 | 11–11  |
| 5.  | VfB 08 Aachen        | 12  | 43:49 | 10–14  |
| 6.  | SV Alsdorf           | 12  | 39:61 | 5–19   |
| 7.  | TB Aachen            | 11  | 50:73 | 4–18   |
|     | Meta Düren           |     |       |        |

| Pl. | Verein          | Sp. | Tore | Punkte |
| --- | --------------- | --- | ---- | ------ |
| 1.  | LSV Köln        | 14  | ?    | 26–2   |
| 2.  | SSV Vingst 05   | ?   | ?    | ?      |
| ?   | HSV Bocklemünd  | ?   | ?    | ?      |
| ?   | Mülheimer SV 06 | ?   | ?    | ?      |
| ?   | TK Köln-Nippes  | ?   | ?    | ?      |
| ?   | LSV Bonn        | ?   | ?    | ?      |
| ?   | SG OrPo Köln    | ?   | ?    | ?      |
|     | Post SG Köln    |     |      |        |

Aus der Staffel Köln sind nur die beiden Tabellenersten sowie die weiteren teilnehmenden Mannschaften bekannt. Post SG Köln und Meta Düren ziehen sich im März 1943 vom Spielbetrieb zurück.
Finale
|                                      | Gesamt |                               | Hinspiel | Rückspiel |
| ------------------------------------ | ------ | ----------------------------- | -------- | --------- |
| TV Burtscheid (Staffelsieger Aachen) | 14:24  | LSV Köln (Staffelsieger Köln) | 5:14     | 9:10      |

### 1943/44
Zurzeit sind keine Ergebnisse oder Tabellen bekannt.